# 一曲走天涯
《一曲走天涯》（英語：Greatest Hits）是香港奇妙電視有限公司外判給Just Production製作的音樂清談節目，由蓋世寶、黃冠斌擔任主持。節目訪問曾經一曲成名的香港歌手。節目由2020年2月15日起（香港時間）逢星期六22:00-22:25，於香港開電視播映。

## 每集內容
| 集數 | 播映日期 | 嘉賓（成名曲）                    |
| 01   | 2月15日  | Kellyjackie（《他約我去迪士尼》） |
| 02   | 2月22日  | 小肥（《寵物》）                  |
| 03   | 2月29日  | 李樂詩（《無悔愛你一生》）        |
| 04   | 3月7日   | 唐韋琪（《夢中天使》）            |
| 05   | 3月14日  | 黃翊（《最愛的你》）              |
| 06   | 3月21日  | 鄭敬基（《酒杯敲鋼琴》）          |
| 07   | 3月28日  | 葉文輝（《I Believe》）           |
| 08   | 4月4日   | 裕美（《雪映移城》）              |
| 09   | 4月11日  | 盧巧音（《好心分手》）            |
| 10   | 4月18日  | 漢洋（《其實我介意》）            |
| 11   | 4月25日  | 蔣嘉瑩（《假如真的再有約會》）    |
| 12   | 5月2日   | 李彩華（《你唔愛我啦》）          |